# جون مارتن
جون مارتن (بالإنجليزية: John Martin)‏ (15 يوليو 1981 في المملكة المتحدة - ) هو لاعب كرة قدم بريطاني في مركز الوسط. لعب مع إبسفليت يونايتد وستيفيناغ بوروه ونادي فارنبوروه ونادي ليتون أورينت وهورنتشورتش ونادي تشيلمسفورد وHarlow Town F.C. ‏ وغرايز أتلاتيك ‏.

## وصلات خارجية
- جون مارتن على موقع قاعدة بيانات كرة القدم.إي يو (الإنجليزية)
- جون مارتن على موقع Soccerbase.com (لاعب) (الإنجليزية)